# Кара-Ширма
Кара-Ширма (тат. Караширмә) — деревня в Тюлячинском районе Республики Татарстан, в составе Старозюринского сельского поселения.

## География
Деревня находится на реке Мёша, в 4 км к востоку от районного центра — села Тюлячи.

## История
Первоисточники упоминают о деревне с 1680 года.
В сословном плане, в XVIII веке и вплоть до 1860-х годов, жители деревни причислялись к государственным крестьянам. Занимались земледелием, разведением скота, портняжно-шапочным промыслом.
В «Списке населенных мест по сведениям 1859 года», изданном в 1866 году, населённый пункт упомянут как казённая деревня Карашурма 1-го стана Мамадышского уезда Казанской губернии. Располагалась при реке Мёше, на Зюрейском торговом тракте, в 80 верстах от уездного города Мамадыша и в 50 верстах от становой квартиры во владельческом селе Кукмор (Таишевский Завод). В деревне в 76 дворах жили 474 человека (219 мужчин и 255 женщин). Была мечеть.
По сведениям из первоисточников, в начале XX столетия в деревне действовала мечеть (с 1863 года), водяная мельница, мелочная лавка. В этот период земельный надел сельской общины составлял 1299,8 десятины.
До 1920 года деревня входила в Елышевскую волость Мамадышского уезда Казанской губернии. С 1920 года в составе Мамадышского кантона ТАССР. С 10.08.1930 в Сабинском, с 10.02.1935 в Тюлячинском, с 12.10.1959 в Сабинском, с 04.10.1991 в Тюлячинском р-нах.

## Население
| 1782 | 1859 | 1897 | 1908 | 1920 | 1926 | 1938 | 1949 | 1958 | 1970 | 1979 | 1989 | 2002 |
| ---- | ---- | ---- | ---- | ---- | ---- | ---- | ---- | ---- | ---- | ---- | ---- | ---- |
| 77   | 474  | 577  | 615  | 577  | 510  | 512  | 218  | 296  | 333  | 264  | 212  | 202  |

Национальный состав села — татары.

## Экономика
Жители деревни занимаются полеводством.  

## Инфраструктура
В деревне функционирует начальная школа, клуб.